# Jean-Louis Chanéac
 (octobre 2021).
Si vous disposez d'ouvrages ou d'articles de référence ou si vous connaissez des sites web de qualité traitant du thème abordé ici, merci de compléter l'article en donnant les références utiles à sa vérifiabilité et en les liant à la section « Notes et références ».
Pour les articles homonymes, voir Chanéac (homonymie).
Jean-Louis Rey dit Chanéac (9 août 1931-10 juillet 1993) est un architecte et peintre français.

## Biographie

### Jeunesse et formation
Jean-Louis Chanéac naît à Avignon en 1931. Ses parents s’installent à Chambéry en 1948. Élève de l'École du bâtiment et des arts décoratifs de Grenoble, il en est diplômé en 1951. Il lui faut cependant attendre 1972 pour être admis à l'Ordre des architectes.  

### Carrière
Chanéac commence sa carrière en travaillant pour un architecte d'Aix-les-Bains, ville dans laquelle il s'installe en 1957. Il y fonde sa propre agence d'architecture en 1963. 
Chanéac s'impose dès le début des années 1960 comme une figure majeure de l’architecture prospective. En 1965, il rejoint le Groupe International d’Architecture Prospective formé par Michel Ragon, Yona Friedman, Walter Jonas, Paul Maymont, Ionel Schein, Georges Patrix et Nicolas Schöffer.  
En 1968, il publie le Manifeste de l'architecture insurrectionnelle, dans lequel il expose ses convictions. L'année suivante, ses travaux sont récompensés par le Grand prix international d'urbanisme et d'architecture (Nombre d'or) décerné par Louis Kahn, Jean Prouvé, Bruno Zevi. 
De 1971 à 1977, l'association Habitat Évolutif, composée de Pascal Haüsermann, Claude Costy, Antti Lovag, Chanéac et Pascal Lemerdy, propose un nouveau centre urbain pour la commune de Douvaine. La place publique, la salle de fêtes dite la bulle, l'école maternelle et la place publique sont construites. Le projet restera inachevé par la défaite du maire Jacques Miguet en 1977. Les éléments construits sont remaniés ou détruits. 
Au cours de sa carrière, Chanéac participe à plusieurs grands concours internationaux, parmi lesquels celui du Centre Beaubourg (1971). Il propose un bâtiment très expressif et organique, aux formes courbes, en adéquation avec sa conception de l'architecture sculpturale et paysagère. Le concours est finalement remporté par Renzo Piano et Richard Rogers. En 1983, il concourt pour l'aménagement de la Tête Défense à Paris.  
En 1988, il est choisi pour réaliser le plan masse du site olympique d'Albertville, pour lequel il conçoit également le théâtre des cérémonies des Jeux-Olympiques quatre ans plus tard. Peu de temps avant son décès, il concourt avec Ricardo Bofill pour les Thermes Chevalley.  

### Décès et postérité
Jean-Louis Chanéac décède accidentellement en 1993. Sa résidence, construite en 1974-1976 est inscrite au titre des Monuments historiques en 2017.  
Le Frac Centre-Val de Loire conserve un important ensemble de dessins et de maquettes de l'architecte, pour partie issus d'une donation de son épouse, Nelly Chanéac. Des esquisses et des plans de ses réalisations sont également conservées aux Archives départementales de la Savoie.  

## Réalisations architecturales
L'essentiel des réalisations de Jean-Louis Chanéac se trouve en Savoie, où l'architecte a passé la majorité de sa vie. La ville d'Aix-les-Bains concentre une quarantaine d'édifices et d'aménagements qu'il a conçus. 

### Habitat individuel
Entre 1961 et 1970, il construit une centaine de maisons individuelles, dans lesquelles il expérimente ses conceptions en matière de relation entre l'habitat et le paysage dans lequel il s'inscrit. Il joue sur les formes géométriques très marquées et soigne particulièrement le cadrage des vues offertes par les ouvertures vitrées. 
Chanéac dessine également à la même période plusieurs maisons-types pour des promoteurs immobilier et pour des entreprises de construction. 
En 1974-1976, il réalise sa résidence personnelle, dérivée de l'esprit des « maisons-bulles » initiées par Jacques Couëlle et développées par Chanéac et ses collègues de l'association Habitat évolutif. Marquée par les formes courbes, la maison s'inspire d'une cosse de haricot. Reconnue comme l'une des réalisations majeures de l'architecte, elle est inscrite au titre des Monuments historiques depuis 2017. 

### Habitat collectif
Pour des promoteurs privés et publics, Chanéac dessine à partir des années 1970 des ensembles comme la résidence « Les Bords du Lac » à Aix-les-Bains. A Volgans, il conçoit l'hôtel « Le Cerf-volant » (1972, aujourd'hui Le Cervolan). En 1982, lui est confiée la réalisation du Forum de Saint-Jean-de-Maurienne, composé d'un centre commercial et de 72 logements HLM. 

### Équipements collectifs
En 1977, Chanéac obtient la commande du Palais des Congrès d'Aix-les-Bains, qu'il réalise avec P. Rault. Il réalise l'extension de l'aérogare de Chambéry-Aix-les-Bains en 1990. L'un de ses derniers chantiers est le lycée du Granier à La Ravoire-Chambéry en 1993, dix ans après la réalisations du Lycée d'enseignement professionnel Le Grand Arc à Albertville.

### Urbanisme
Fort de son expérience de constructions d'ensembles d'habitats collectifs et de ses projets théoriques d'urbanisme (Aixila, ville Cratère), Chanéac se voit confier plusieurs plans d'aménagements : celui de la zone des Ports d'Aix-les-Bains en 1970, puis, en 1985-1990, celui du Technolac, la zone d'activités économique et universitaire du Bourget-du-Lac. Il dessine le plan masse du site olympique d'Albertville en 1988-1991. 
À la même période, il conçoit la station Saint-Michel 1650 à Saint-Michel-de-Maurienne (non réalisée). 

## Expositions
- Jean-Louis Chanéac, itinéraire d'un architecte libre, au CAUE du Rhône, Lyon, du 1er octobre au 10 novembre 2011[7]
- Rêves de lac, Jean-Louis Chanéac, architectures aixoises, anciens Thermes historiques, Aix-les Bains, du 1er juillet au 29 octobre 2017[8]
- Le Centre Beaubourg, Chanéac, au Frac Centre-Val de Loire, Orléans, du 27 avril 2018 au 19 septembre 2018.
- Conquêtes spatiales. Où vivrons-nous demain ? au CAUE Rhône Métropole, Lyon, du 1er juin au 10 novembre 2022.